# Kreis Vuarrens
| Kreis Vuarrens           | Kreis Vuarrens    |
| Basisdaten               | Basisdaten        |
| ------------------------ | ----------------- |
| Staat:                   | Schweiz           |
| Kanton:                  | Waadt (VD)        |
| Bezirk:                  | Echallens         |
| Hauptort:                | Vuarrens          |
| Fläche:                  | 47,63 km²         |
| Einwohner:               | 6058 (31.12.2023) |
| Bevölkerungsdichte:      | 127 Einw. pro km² |
| Aufgehoben am:           | 31. Dezember 2006 |
| Karte                    |                   |
| Karte von Kreis Vuarrens |                   |

Der Cercle de Vuarrens (dt. Kreis Vuarrens) war bis zum 31. August 2006 eine Verwaltungseinheit des Bezirks Echallens im Kanton Waadt in der Schweiz. Sitz des Kreisamtes war Vuarrens.
Der Kreis umfasste neun Gemeinden, war 47,63 km² gross und zählte 6058 Einwohner (Ende 2023).
| Wappen                 | Name der Gemeinde      | Einwohner (31. Dezember 2023) | Fläche in km² | Einw. pro km² |
| ---------------------- | ---------------------- | ----------------------------- | ------------- | ------------- |
| Bercher                | Bercher                | 1329                          | 4,27          | 311           |
| Essertines-sur-Yverdon | Essertines-sur-Yverdon | 1104                          | 9,75          | 113           |
| Fey                    | Fey                    | 762                           | 7,34          | 104           |
| Naz                    | Naz                    | 137                           | 1,16          | 118           |
| Pailly                 | Pailly                 | 576                           | 5,77          | 100           |
| Penthéréaz             | Penthéréaz             | 438                           | 5,68          | 77            |
| Rueyres                | Rueyres                | 302                           | 2,00          | 151           |
| Sugnens                | Sugnens                | 308                           | 2,69          | 114           |
| Vuarrens               | Vuarrens               | 1102                          | 8,97          | 123           |
| Total (9)              | Total (9)              | 6058                          | 47,63         | 127           |